# 胡桂清
胡桂清（？—？）為中國清朝武官官員。胡桂清於1874年（同治13年）奉旨接替唐守贊，於台灣地區擔任台灣水師協副將。而隸屬台灣鎮之下的此官職是台灣清治時期中的這階段，全台灣的海防軍事層級最高武將，其統帥三標水營，數千名水師兵勇。
| 前任： 唐守贊 | 台灣水師協副將 1874年上任 | 繼任： 周振邦 |